# Mandevilla assimilis
Mandevilla assimilis là một loài thực vật có hoa trong họ La bố ma. Loài này được (K.Schum.) J.F.Morales mô tả khoa học đầu tiên năm 2005.